# Damlalı, Burhaniye
Damlalı là một xã thuộc huyện Burhaniye, tỉnh Balıkesir, Thổ Nhĩ Kỳ. Dân số thời điểm năm 2010 là 122 người.